# Teodor Cieszkowski
Teodor Leon Cieszkowski (ur. 30 marca 1833 w Ochnówce, zm. 10 kwietnia 1863 w Leśniakach) – polski pułkownik, powstaniec styczniowy.

## Biografia
Urodził się w dziedzicznym majątku Ochnówka, w powiecie włodzimierskim na Wołyniu, z ojca Stanisława Cieszkowskiego herbu Dołęga i matki Henryki z hr. Krasickich herbu Rogala. Studiował medycynę na Uniwersytecie kijowskim, skąd został relegowany wyrokiem sądu koleżeńskiego. Wówczas udał się do Włoch i wstąpił w 1861 roku do założonej przez gen. Ludwika Mierosławskiego Polskiej Szkoły Wojskowej w Cuneo.
Po wybuchu powstania styczniowego przybył do Krakowa i wstąpił do formującego się w Ojcowie oddziału Apolinarego Kurowskiego. Mianowany został oficerem. Dowodził oddziałem powstańczym w rejonie Olkusza. 7 lutego 1863 walczył wraz z innymi oddziałami o Sosnowiec. Za męstwo w boju został awansowany na pułkownika. Został ranny i po krótkim leczeniu w majątku Potockich w Krzeszowicach udał się na czele oddziału w Kaliskie, gdzie 26 lutego stoczył walkę pod Pankami, a 1 marca rozbił Rosjan pod Mrzygłodem. Następnie połączył się pod Pieskową Skałą z oddziałem gen. Mariana Langiewicza, który wyznaczył mu zadanie sformowania partii w okolicach Piotrkowa. 14 marca wszedł z oddziałem do Radomska, skonfiskował 6000 tys. rubli, kilka koni i rozbroił 8 piechurów. Zniszczył trzy mosty kolejowe między Łazami a Zawierciem. Ścigany przez wojska rosyjskie z garnizonów w Piotrkowie i Częstochowie stoczył niepomyślną bitwę pod Kuźnicą Masłowską (22 marca 1863), w której jego oddział poniósł niewielkie straty. Następnie udał się w Wieluńskie, podążając w kierunku Radoszewic zniszczył mosty na Warcie w Działoszynie i w Lisowicach. 
W dniu 27 marca 1863 był goszczony przez Ludwika Niemojowskiego w dworze w Radoszewicach. Jego oddział liczył ok. 500 ludzi, w tym ok. 100 na koniach. Tutaj dopadła go rosyjska grupa pościgowa (2 roty piechoty i sotnia kozaków) dowodzona przez płka Pisankę. Doszło do zaciętej walki, powstańcy wycofali się w kierunku Kiełczygłowa, skąd po gwałtownym kontrataku Rosjanie zostali odrzuceni do Rząśni.
10 kwietnia pod Broszęcinem doszło do walki, w czasie której Cieszkowski został trafiony kulą w pierś. Wyniesiony z pola walki przez dwóch powstańców Peka i Szankowskiego został dobity w dworze Kozłowskich, w Leśniakach Chabielskich przez oficera rosyjskiego z garnizonu wieluńskiego kpt. Rafałowicza. Razem z nim polegli Hipolit Kozłowski (syn dziedzica), Józef Bykowski i Tomasz Witkowski. Rosjanie spalili dwór po uprzednim jego obrabowaniu. 
Opis śmierci Cieszkowskiego został zamieszczony w krakowskiej gazecie Czas z 29 kwietnia 1863:
(...) Podamy wam tylko jedno nazwisko, nazwisko firmowe towarzystwa wszelkich okrucieństw (...) kapitana konsystującego w Wieluniu pułku, Rafałowicza. (...) Ten to człowiek do leżącego w łóżku Cieszkowskiego trzy razy o dwa kroki wystrzelił a rozbiwszy mu czaszkę, wziął mózg w rękę i rzucił w twarz starcowi u którego Cieszkowski leżał, on tegoż starca wypoliczkował i syna zabić kazał.
W pobliskim Stanisławowie kozacy zabili majora Polikarpa Krąkowskiego, Stefana Szymańskiego i Jan Imielnickiego. Pułkownik Teodor Cieszkowski i jego towarzysze zostali pochowani 13 kwietnia na cmentarzu parafialnym w Chabielicach.
Zmarli powstańcy 1863 roku zostali odznaczeni przez prezydenta RP Ignacego Mościckiego 21 stycznia 1933 roku Krzyżem Niepodległości z Mieczami.

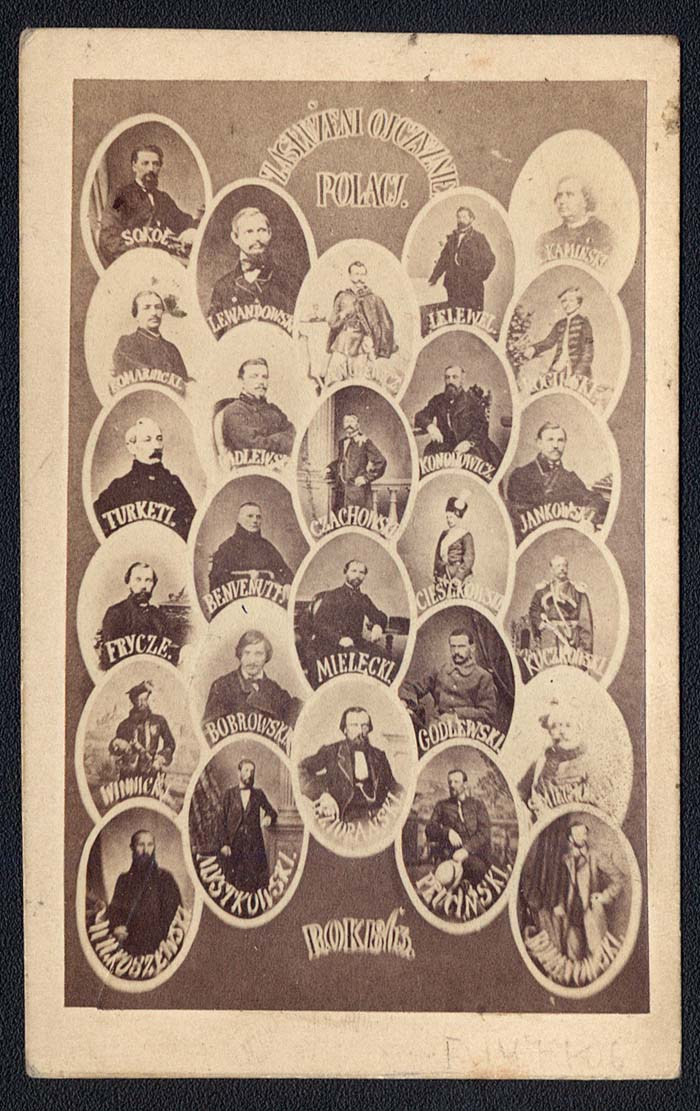
Tableau z napisem: Zasłużeni Ojczyźnie / Polacy/ 1863
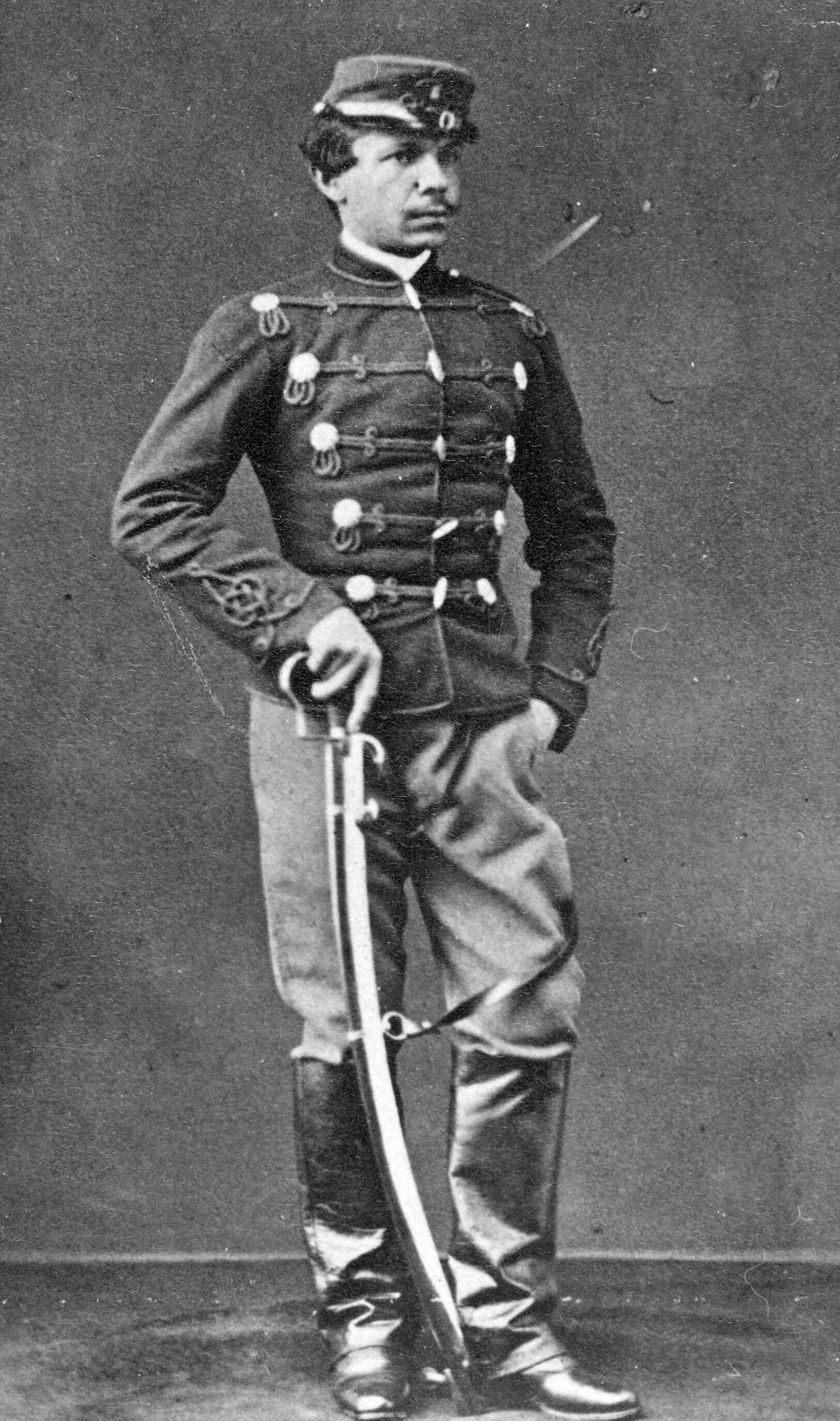
Teodor Cieszkowski